# World Cup (Männer-Handball) 2002
Der World Cup 2002 war die neunte Austragung des World Cups im Handball der Männer. Das Turnier mit acht teilnehmenden Nationalmannschaften fand vom 29. Oktober bis 3. November 2002 in Schweden statt. Alle Platzierungsspiele wurden im Scandinavium in Göteborg ausgetragen.

## Modus
In zwei Vorrundengruppen spielten je vier Teams im Modus Jeder-gegen-jeden. Die Erst- und Zweitplatzierten spielten über Kreuz in den Halbfinals die Teilnehmer für das Finale sowie das Spiel um Platz 3 aus. Die Dritt- und Viertplatzierten der Vorrunde spielten über Kreuz die Teilnehmer der Spiele um die Plätze 5/6 und um die Plätze 7/8 aus.
Die Spielzeit der Vorrundenspiele betrug 2 mal 30 Minuten. Alle anderen Spiele gingen bei Gleichstand nach 60 Minuten ohne Verlängerung ins Siebenmeterwerfen.
Maximal 18 Spieler durften ins Aufgebot berufen werden, von denen 14 pro Spiel nominiert wurden.

## Vorrunde

### Gruppe A
| Pl. | Land       | Sp. | S | U | N | Tore    | Diff. | Punkte |
| --- | ---------- | --- | - | - | - | ------- | ----- | ------ |
| 1.  | Frankreich | 3   | 2 | 1 | 0 | 077:690 | +8    | 5      |
| 2.  | Dänemark   | 3   | 2 | 0 | 1 | 082:750 | +7    | 4      |
| 3.  | Schweden   | 3   | 1 | 1 | 1 | 074:800 | −6    | 3      |
| 4.  | Ägypten    | 3   | 0 | 0 | 3 | 072:810 | −9    | 0      |

| 29. Oktober 2002 | Frankreich                          | 24:22  | Dänemark                           | Söderslättshallen, Trelleborg Zuschauer: 1393 Schiedsrichter: ? |
| 29. Oktober 2002 | meiste Tore: Jackson Richardson (5) | (13:8) | meiste Tore: Lars Christiansen (7) | Söderslättshallen, Trelleborg Zuschauer: 1393 Schiedsrichter: ? |
| 29. Oktober 2002 | haandbold.dk                        |        |                                    | Söderslättshallen, Trelleborg Zuschauer: 1393 Schiedsrichter: ? |

| 29. Oktober 2002 | Schweden                        | 25:23   | Ägypten                       | Söderslättshallen, Trelleborg Zuschauer: 1612 Schiedsrichter: Frank Lemme, Bernd Ullrich |
| 29. Oktober 2002 | meiste Tore: Martin Boquist (8) | (13:11) | meiste Tore: Hussein Zaky (9) | Söderslättshallen, Trelleborg Zuschauer: 1612 Schiedsrichter: Frank Lemme, Bernd Ullrich |
| 29. Oktober 2002 | handboll.capmind.se             |         |                               | Söderslättshallen, Trelleborg Zuschauer: 1612 Schiedsrichter: Frank Lemme, Bernd Ullrich |

| 30. Oktober 2002 | Frankreich                        | 24:24   | Schweden                                            | Baltiska Hallen, Malmö Zuschauer: 3124 Schiedsrichter: Stefán Arnaldsson, Gunnar Viðarsson |
| 30. Oktober 2002 | meiste Tore: Jérôme Fernandez (7) | (10:13) | meiste Tore: Wislander, Petersson, Frändesjö (je 5) | Baltiska Hallen, Malmö Zuschauer: 3124 Schiedsrichter: Stefán Arnaldsson, Gunnar Viðarsson |
| 30. Oktober 2002 | handboll.capmind.se               |         |                                                     | Baltiska Hallen, Malmö Zuschauer: 3124 Schiedsrichter: Stefán Arnaldsson, Gunnar Viðarsson |

| 30. Oktober 2002 | Dänemark                                       | 27:26   | Ägypten                      | Baltiska Hallen, Malmö Zuschauer: 1854 Schiedsrichter: ? |
| 30. Oktober 2002 | meiste Tore: Jeppesen, Boesen, Hjermind (je 5) | (14:11) | meiste Tore: Saber Belal (6) | Baltiska Hallen, Malmö Zuschauer: 1854 Schiedsrichter: ? |
| 30. Oktober 2002 | ehf.gov.eg                                     |         |                              | Baltiska Hallen, Malmö Zuschauer: 1854 Schiedsrichter: ? |

| 31. Oktober 2002 | Frankreich                     | 29:23   | Ägypten                        | Baltiska Hallen, Malmö Zuschauer: ? Schiedsrichter: ? |
| 31. Oktober 2002 | meiste Tore: Cédric Burdet (7) | (12:10) | meiste Tore: Hussein Zaky (11) | Baltiska Hallen, Malmö Zuschauer: ? Schiedsrichter: ? |
| 31. Oktober 2002 | ehf.gov.eg                     |         |                                | Baltiska Hallen, Malmö Zuschauer: ? Schiedsrichter: ? |

| 31. Oktober 2002 | Dänemark                           | 33:25   | Schweden                         | Baltiska Hallen, Malmö Zuschauer: 3592 Schiedsrichter: Lemme, Ullrich |
| 31. Oktober 2002 | meiste Tore: Lars Christiansen (7) | (15:11) | meiste Tore: Johan Petersson (6) | Baltiska Hallen, Malmö Zuschauer: 3592 Schiedsrichter: Lemme, Ullrich |
| 31. Oktober 2002 | handboll.capmind.se                |         |                                  | Baltiska Hallen, Malmö Zuschauer: 3592 Schiedsrichter: Lemme, Ullrich |

### Gruppe B
| Pl. | Land           | Sp. | S | U | N | Tore    | Diff. | Punkte |
| --- | -------------- | --- | - | - | - | ------- | ----- | ------ |
| 1.  | Deutschland    | 3   | 3 | 0 | 0 | 089:720 | +17   | 6      |
| 2.  | Russland       | 3   | 1 | 0 | 2 | 090:870 | +3    | 2      |
| 3.  | Island         | 3   | 1 | 0 | 2 | 090:990 | −9    | 2      |
| 4.  | BR Jugoslawien | 3   | 1 | 0 | 2 | 085:960 | −11   | 2      |

| 29. Oktober 2002 | Deutschland                       | 31:24   | BR Jugoslawien                      | Maserhallen, Borlänge Zuschauer: 800 Schiedsrichter: Valentyn Vakula, Aleksandr Ljudovik |
| 29. Oktober 2002 | meiste Tore: Florian Kehrmann (7) | (17:12) | meiste Tore: Nedeljko Jovanović (5) | Maserhallen, Borlänge Zuschauer: 800 Schiedsrichter: Valentyn Vakula, Aleksandr Ljudovik |
| 29. Oktober 2002 | thw-handball.de                   |         |                                     | Maserhallen, Borlänge Zuschauer: 800 Schiedsrichter: Valentyn Vakula, Aleksandr Ljudovik |

| 29. Oktober 2002 | Russland                              | 39:28   | Island                             | Maserhallen, Borlänge Zuschauer: 1300 Schiedsrichter: Svein Olav Øie, Øyvind Togstad |
| 29. Oktober 2002 | meiste Tore: Patrekur Jóhannesson (6) | (18:15) | meiste Tore: Alexei Rastworzew (9) | Maserhallen, Borlänge Zuschauer: 1300 Schiedsrichter: Svein Olav Øie, Øyvind Togstad |
| 29. Oktober 2002 | Morgunblaðið                          |         |                                    | Maserhallen, Borlänge Zuschauer: 1300 Schiedsrichter: Svein Olav Øie, Øyvind Togstad |

| 30. Oktober 2002 | Deutschland                       | 27:20   | Island                                | Ludvika Zuschauer: 800 Schiedsrichter: Vakula, Ljudovik |
| 30. Oktober 2002 | meiste Tore: Florian Kehrmann (7) | (11:10) | meiste Tore: Patrekur Jóhannesson (6) | Ludvika Zuschauer: 800 Schiedsrichter: Vakula, Ljudovik |
| 30. Oktober 2002 | thw-handball.de                   |         |                                       | Ludvika Zuschauer: 800 Schiedsrichter: Vakula, Ljudovik |

| 30. Oktober 2002 | BR Jugoslawien                  | 32:31   | Russland                              | Ludvika Zuschauer: ? Schiedsrichter: ? |
| 30. Oktober 2002 | meiste Tore: Dragan Sudžum (10) | (15:14) | meiste Tore: Alexander Tutschkin (10) | Ludvika Zuschauer: ? Schiedsrichter: ? |
| 30. Oktober 2002 | Morgunblaðið                    |         |                                       | Ludvika Zuschauer: ? Schiedsrichter: ? |

| 31. Oktober 2002 | Island                                | 34:29   | BR Jugoslawien                        | Maserhallen, Borlänge Zuschauer: 1178 Schiedsrichter: Øie, Togstad |
| 31. Oktober 2002 | meiste Tore: Patrekur Jóhannesson (9) | (17:13) | meiste Tore: Žikica Milosavljević (6) | Maserhallen, Borlänge Zuschauer: 1178 Schiedsrichter: Øie, Togstad |
| 31. Oktober 2002 | Morgunblaðið                          |         |                                       | Maserhallen, Borlänge Zuschauer: 1178 Schiedsrichter: Øie, Togstad |

| 31. Oktober 2002 | Deutschland                      | 31:28   | Russland                             | Maserhallen, Borlänge Zuschauer: 1000 Schiedsrichter: Vakula, Ljudovik |
| 31. Oktober 2002 | meiste Tore: Christian Zeitz (8) | (14:16) | meiste Tore: Alexander Tutschkin (7) | Maserhallen, Borlänge Zuschauer: 1000 Schiedsrichter: Vakula, Ljudovik |
| 31. Oktober 2002 | thw-handball.de                  |         |                                      | Maserhallen, Borlänge Zuschauer: 1000 Schiedsrichter: Vakula, Ljudovik |

## Platzierungsspiele

### Zwischenrunde
| 2. November 2002 | Schweden                          | 31:26   | Island                             | Scandinavium, Göteborg Zuschauer: 5130 Schiedsrichter: Vakula, Ljudovik |
| 2. November 2002 | meiste Tore: Johan Petersson (10) | (17:14) | meiste Tore: Ólafur Stefánsson (9) | Scandinavium, Göteborg Zuschauer: 5130 Schiedsrichter: Vakula, Ljudovik |
| 2. November 2002 | handboll.capmind.se               |         |                                    | Scandinavium, Göteborg Zuschauer: 5130 Schiedsrichter: Vakula, Ljudovik |

| 2. November 2002 | BR Jugoslawien   | 32:30 n. S. | Ägypten | Scandinavium, Göteborg Zuschauer: ? Schiedsrichter: ? |
| 2. November 2002 | (13:15), (28:28) |             |         | Scandinavium, Göteborg Zuschauer: ? Schiedsrichter: ? |
| 2. November 2002 |                  |             |         | Scandinavium, Göteborg Zuschauer: ? Schiedsrichter: ? |

### Halbfinals
| 2. November 2002 | Dänemark                           | 32:30 n. S.      | Deutschland                         | Scandinavium, Göteborg Zuschauer: 2000 Schiedsrichter: Arnaldsson, Viðarsson |
| 2. November 2002 | meiste Tore: Lars Christiansen (6) | (15:12), (28:28) | meiste Tore: Stefan Kretzschmar (6) | Scandinavium, Göteborg Zuschauer: 2000 Schiedsrichter: Arnaldsson, Viðarsson |
| 2. November 2002 | thw-handball.de                    |                  |                                     | Scandinavium, Göteborg Zuschauer: 2000 Schiedsrichter: Arnaldsson, Viðarsson |

| 2. November 2002 | Frankreich | 25:23 | Russland | Scandinavium, Göteborg Zuschauer: ? Schiedsrichter: ? |
| 2. November 2002 | (11:13)    |       |          | Scandinavium, Göteborg Zuschauer: ? Schiedsrichter: ? |
| 2. November 2002 |            |       |          | Scandinavium, Göteborg Zuschauer: ? Schiedsrichter: ? |

### Spiel um Platz 7
| 3. November 2002 | Ägypten                       | 32:26   | Island                             | Scandinavium, Göteborg Zuschauer: 1742 Schiedsrichter: Lemme, Ullrich |
| 3. November 2002 | meiste Tore: Hussein Zaky (8) | (12:14) | meiste Tore: Gústaf Bjarnason (10) | Scandinavium, Göteborg Zuschauer: 1742 Schiedsrichter: Lemme, Ullrich |
| 3. November 2002 | Morgunblaðið                  |         |                                    | Scandinavium, Göteborg Zuschauer: 1742 Schiedsrichter: Lemme, Ullrich |

### Spiel um Platz 5
| 3. November 2002 | Schweden                        | 28:25   | BR Jugoslawien                                     | Scandinavium, Göteborg Zuschauer: 7472 Schiedsrichter: Arnaldsson, Viðarsson |
| 3. November 2002 | meiste Tore: Kim Andersson (10) | (14:12) | meiste Tore: Vladimir Petrić, Dragan Sudžum (je 4) | Scandinavium, Göteborg Zuschauer: 7472 Schiedsrichter: Arnaldsson, Viðarsson |
| 3. November 2002 | handboll.capmind.se             |         |                                                    | Scandinavium, Göteborg Zuschauer: 7472 Schiedsrichter: Arnaldsson, Viðarsson |

### Spiel um Platz 3
| 3. November 2002 | Deutschland                   | 35:34 n. S.      | Russland                                            | Scandinavium, Göteborg Zuschauer: 4000 Schiedsrichter: Vakula, Ljudovik |
| 3. November 2002 | meiste Tore: Markus Baur (10) | (17:15), (30:30) | meiste Tore: Alexei Rastworzew, Juri Jegorow (je 7) | Scandinavium, Göteborg Zuschauer: 4000 Schiedsrichter: Vakula, Ljudovik |
| 3. November 2002 | thw-handball.de               |                  |                                                     | Scandinavium, Göteborg Zuschauer: 4000 Schiedsrichter: Vakula, Ljudovik |

### Spiel um Platz 1
| 3. November 2002 | Frankreich                                          | 28:24   | Dänemark                      | Göteborg Zuschauer: 4150 Schiedsrichter: ? |
| 3. November 2002 | meiste Tore: Cédric Burdet, Jérôme Fernandez (je 6) | (16:15) | meiste Tore: Lasse Boesen (6) | Göteborg Zuschauer: 4150 Schiedsrichter: ? |
| 3. November 2002 | haandbold.dk berlingske.dk                          |         |                               | Göteborg Zuschauer: 4150 Schiedsrichter: ? |

## All-Star-Team
In das All-Star-Team wurden gewählt:
| Position          | Name                   | Land        |
| ----------------- | ---------------------- | ----------- |
| Tor:              | Kasper Hvidt           | Dänemark    |
| Linksaußen:       | ?                      | ?           |
| Rückraum links:   | Alexei Rastworzew      | Russland    |
| Rückraum Mitte:   | Jackson Richardson     | Frankreich  |
| Rückraum rechts:  | Cédric Burdet          | Frankreich  |
| Rechtsaußen:      | Johan Petersson        | Schweden    |
| Kreis:            | Christian Schwarzer    | Deutschland |
| Torschützenkönig: | Hussein Zaky (37 Tore) | Ägypten     |

## Abschlussplatzierungen
| Frankreich | Dänemark | Deutschland |
| Christian Gaudin Bruno Martini Thierry Omeyer Jérôme Fernandez Didier Dinart Cédric Burdet Seufyann Sayad Bertrand Gille Christophe Kempé François-Xavier Houlet Andrej Golić Olivier Girault Arnaud Calbry Jackson Richardson Joël Abati Stéphane Plantin Nikola Karabatić | Kasper Hvidt Peter Nørklit Morten Bjerre Lars Krogh Jeppesen Klavs Bruun Jørgensen Torsten Laen Lars Troels Jørgensen Lasse Boesen Jesper Nøddesbo Lars Christiansen Joachim Boldsen Kristian Gjessing Bo Spellerberg Michael V. Knudsen Claus Møller Jakobsen Søren Stryger Christian Hjermind | Christian Ramota Henning Fritz Carsten Lichtlein Christian Zeitz Florian Kehrmann Daniel Stephan Markus Baur Christian Schwarzer Stefan Kretzschmar Christian Schöne Pascal Hens Klaus-Dieter Petersen Mark Dragunski Adrian Wagner Jan-Fiete Buschmann Jan-Olaf Immel |
| Claude Onesta (Trainer) | Torben Winther (Trainer) | Heiner Brand (Trainer) |

- 4. Platz:  Russland

Kader: Igor Lawrow, Eduard Kokscharow, Witali Iwanow, Denis Kriwoschlykow, Alexander Tutschkin, Artem Gritsenko, Alexei Rastworzew, Juri Jegorow, Dmitri Schlatchew, Iwan Tchougai, Wjatscheslaw Gorpischin, Andrei Lawrow, Sergei Makin, Juri Oschered, Waleri Mjagkow, Alexander Safonow. Trainer: Wladimir Maximow
- 5. Platz:  Schweden

Kader: Peter Gentzel, Tomas Svensson, Martin Boquist, Magnus Wislander, Robert Arrhenius, Ola Lindgren, Martin Frändesjö, Jonas Källman, Johan Petersson, Sebastian Seifert, Jonas Ernelind, Marcus Ahlm, Kim Andersson, Magnus Andersson, Jonas Larholm, Staffan Olsson. Trainer: Bengt Johansson
- 6. Platz:  BR Jugoslawien

Kader: Ratko Đurković, Nikola Kojić, Vladimir Mandić, Ratko Nikolić, Ivan Nikčević, Nedeljko Jovanović, Nenad Maksić, Danijel Šarić, Vladimir Petrić, Mladen Bojinović, Dragan Sudžum, Dane Sijan, Žikica Milosavljević, Ljubomir Pavlović, Draško Mrvaljević, Danijel Anđelković, Dusko Milinović. Trainer: Zoran Kurteš
- 7. Platz:  Ägypten

Kader: Mohamed Sharaf Eldin, Mohamed Bakir El-Nakib, Ahmed Alaa, Ashraf Mabrouk, Said Hussein, Ramy Youssef, Saber Belal, Gohar Nabil, Mohamed Abd Eldayem, Sherif Hegazy, Mahmoud Abd Eldayem, Marwan Ragab, Mohamed Abd Elsalam, Mohamed Keshk, Hany El Fakharany, Hassan Rabie, Hussein Zaky. Trainer:  Zoran Živković
- 8. Platz:  Island

Kader: Guðmundur Hrafnkelsson, Hlynur Jóhannesson, Birkir Ívar Guðmundsson, Róbert Sighvatsson, Aron Kristjánsson, Einar Örn Jónsson, Sigfús Sigurðsson, Dagur Sigurðsson, Patrekur Jóhannesson, Gústaf Bjarnason, Guðjón Valur Sigurðsson, Heiðmar Felixson, Ólafur Stefánsson, Snorri Guðjónsson, Gunnar Berg Viktorsson, Sigurður Bjarnason, Rúnar Sigtryggsson. Trainer: Guðmundur Guðmundsson